# Erovnuli Liga 2025
La Erovnuli Liga 2025 es la 37.ª edición de la máxima competición profesional de fútbol en Georgia. El torneo comenzó el 28 de febrero de 2025 y finalizará en el otoño de 2025.
Un total de 10 equipos participan en la competición, incluyendo 7 equipos de la temporada anterior, 1 proveniente de la Erovnuli Liga 2 2024 y 2 ganadores del playoff.
El Iberia 1999 es el campeón defensor.

## Formato
La competición consta de un grupo único integrado por diez clubes de toda la geografía georgia. Siguiendo un sistema de liga, los diez equipos se enfrentan todos contra todos en cuatro ocasiones, dos en campo propio y otras dos en campo contrario, sumando un total de 36 jornadas. El orden de los encuentros se decide por sorteo antes de empezar la competición y la clasificación final se establece teniendo en cuenta los puntos obtenidos en cada enfrentamiento, a razón de tres por partido ganado, uno por empate y ninguno en caso de derrota.

### Clasificación para competiciones europeas
El mejor equipo se clasificará para la Liga de Campeones de la UEFA 2026-27. El campeón de la Copa de Georgia 2025 y los siguientes dos mejores equipos ubicados no clasificados a la Liga de Campeones de la UEFA 2026-27 y a la Liga Europa de la UEFA 2026-27 clasificarán a la Liga Conferencia de la UEFA 2026-27 y el último descenderá a la Erovnuli Liga 2 2026.
No obstante, esta distribución se puede ver alterada si alguno de los equipos que han obtenido una plaza en alguna competición europea a través de las competiciones nacionales hubiera obtenido una plaza diferente tras la consecución de algún título europeo en la misma temporada, o hubiera obtenido dos plazas distintas en competiciones nacionales (una a través de la Liga y otra a través de la Copa), provocando así las siguientes dos excepciones:
- Excepción de la Copa de Georgia: Si un equipo obtiene una plaza para la Liga Conferencia de la UEFA por ganar la Copa de Georgia, pero finaliza la temporada en el primer lugar de la Erovnuli Liga, la plaza obtenida en Copa pasa al segundo clasificado, siendo el equipo clasificado en cuarto lugar quien acceda a la plaza de la Liga Conferencia de la UEFA.

## Relevos
Diez equipos compiten en la liga: los 9 mejores equipos de la Erovnuli Liga 2024 y el mejor equipo promovido de la Erovnuli Liga 2 2024.
El equipo ascendido fue Gareji Sagarejo, que participara por primera vez en la Erovnuli Liga. Reemplazara a Samtredia, poniendo fin a su período de 2 años en la máxima categoría.
| Pos. | Descendidos a Erovnuli Liga 2 |
| ---- | ----------------------------- |
| 10.º | Samtredia                     |

| Pos. | Ascendidos de Erovnuli Liga 2 |
| ---- | ----------------------------- |
| 1.º  | Gareji Sagarejo               |

## Información
| Equipo               | Ciudad    | Entrenador           | Capitán               | Estadio                     | Capacidad | Proveedor |
| -------------------- | --------- | -------------------- | --------------------- | --------------------------- | --------- | --------- |
| Dila Gori            | Gori      | Ricardo Costa        | Nika Gagnidze         | Tengiz Burjanadze Stadium   | 5 000     | Nike      |
| Dinamo Batumi        | Batumi    | Giorgi Chiabrishvili | Mamuka Kobakhidze     | Adjarabet Arena             | 20 000    | Macron    |
| Dinamo Tiflis        | Tiflis    | Vladimer Kakashvili  | Aleksandre Kalandadze | Boris Paichadze Stadium     | 54 549    | Puma      |
| Gagra                | Gagra     | Vladimer Khachidze   | Mate Vatsadze         | Ilia Kokaia Football Center | 1 000     | Puma      |
| Gareji Sagarejo      | Sagareyo  | Georgi Mikadze       | Nikoloz Galakhvaridze | Central stadium             | 2 000     | Nike      |
| Iberia 1999          | Tiflis    | Levan Korgalidze     | Lazare Kupatadze      | Lokomotivi Stadium          | 25 453    | Givova    |
| Koljeti-1913         | Poti      | Kakhaber Chkhetiani  | Davit Megrelishvili   | Fazisi Stadium              | 6 000     | Macron    |
| Samgurali Tskhaltubo | Tsqaltubo | Thiago Gomes         | Tedo Kikabidze        | Football Centre             | 3 500     | Hummel    |
| Telavi               | Telavi    | Valeri Gagua         | Dachi Tsnobiladze     | Caucasus Arena              | 12 000    | Jako      |
| Torpedo Kutaisi      | Kutaisi   | Dirk Schuster        | Merab Gigauri         | Ramaz Shengelia Stadium     | 19 400    | Macron    |

### Cambios de entrenadores
| Equipo               | Entrenador (Jornadas)    | Fecha de vacante        | Tipo de salida | Posición en la tabla | Entrenador entrante | Fecha de nombramiento   |
| -------------------- | ------------------------ | ----------------------- | -------------- | -------------------- | ------------------- | ----------------------- |
| Dinamo Tiflis        | Ferdinand Feldhofer      | 10 de diciembre de 2024 | Mutuo acuerdo  | Pretemporada         | Vladimer Kakashvili | 18 de diciembre de 2024 |
| Torpedo Kutaisi      | Steve Kean               | 21 de diciembre de 2024 | Mutuo acuerdo  | Pretemporada         | Dirk Schuster       | 5 de enero de 2025      |
| Gareji Sagarejo      | Tengiz Kobiashvili (1–8) | 13 de abril de 2025     | Mutuo acuerdo  | 10.º                 | Georgi Mikadze      | 17 de abril de 2025     |
| Samgurali Tskhaltubo | Rodolfo Vanoli (1–12)    | 5 de mayo de 2025       | Mutuo acuerdo  | 6.º                  | Thiago Gomes        | 9 de mayo de 2025       |

## Localización
| Región                   | N.º | Equipos                                |
| ------------------------ | --- | -------------------------------------- |
| Tiflis                   | 3   | Dinamo Tiflis, Gagra y Iberia 1999     |
| Imericia                 | 2   | Samgurali Tskhaltubo y Torpedo Kutaisi |
| Kajetia                  | 2   | Gareji Sagarejo y Telavi               |
| Ayaria                   | 1   | Dinamo Batumi                          |
| Iberia Interior          | 1   | Dila Gori                              |
| Mingrelia-Alta Esvanetia | 1   | Koljeti-1913                           |

## Clasificación
| Pos. | Equipo               | Pts. | PJ | G  | E | P  | GF | GC | Dif. | Clasificación 2026-27                                |
| ---- | -------------------- | ---- | -- | -- | - | -- | -- | -- | ---- | ---------------------------------------------------- |
| 1    | Iberia 1999          | 48   | 21 | 14 | 6 | 1  | 37 | 13 | +24  | Primera ronda clasificatoria de la Liga de Campeones |
| 2    | Dila Gori            | 44   | 21 | 14 | 2 | 5  | 35 | 22 | +13  | Primera ronda clasificatoria de la Liga Conferencia  |
| 3    | Dinamo Tiflis        | 36   | 21 | 10 | 6 | 5  | 31 | 18 | +13  | Primera ronda clasificatoria de la Liga Conferencia  |
| 4    | Dinamo Batumi        | 33   | 21 | 9  | 6 | 6  | 24 | 23 | +1   |                                                      |
| 5    | Torpedo Kutaisi      | 32   | 21 | 9  | 5 | 7  | 23 | 22 | +1   |                                                      |
| 6    | Samgurali Tskhaltubo | 23   | 21 | 6  | 5 | 10 | 31 | 25 | +6   |                                                      |
| 7    | Gagra                | 23   | 21 | 6  | 5 | 10 | 20 | 26 | −6   |                                                      |
| 8    | Gareji Sagarejo      | 19   | 21 | 4  | 7 | 10 | 19 | 24 | −5   | Play-offs de promoción de categoría                  |
| 9    | Telavi               | 17   | 21 | 4  | 5 | 12 | 17 | 41 | −24  | Play-offs de promoción de categoría                  |
| 10   | Koljeti-1913         | 14   | 21 | 3  | 5 | 13 | 14 | 37 | −23  | Descenso a la Erovnuli Liga 2                        |

Actualizado a los partidos jugados el 18 de agosto de 2025.
 Fuente: Erovnuli Liga
Criterios de clasificación: Puntos · Diferencia de goles · Goles a favor · Puntos en enfrentamientos directos · Diferencia de goles en enfrentamientos directos · Goles a favor en enfrentamientos directos · Goles a favor como visitante en enfrentamientos directos

### Evolución de la clasificación
| Equipo               | 01 | 02  | 03  | 04 | 05 | 06 | 07 | 08 | 09 | 10 | 11 | 12 | 13 | 14 | 15 | 16 | 17 | 18 | 19 | 20 | 21 | 22 | 23 | 24 | 25 | 26 | 27 | 28 | 29 | 30 | 31 | 32 | 33 | 34 | 35 | 36 |
| -------------------- | -- | --- | --- | -- | -- | -- | -- | -- | -- | -- | -- | -- | -- | -- | -- | -- | -- | -- | -- | -- | -- | -- | -- | -- | -- | -- | -- | -- | -- | -- | -- | -- | -- | -- | -- | -- |
| Iberia 1999          | 1  | 1   | 1   | 1  | 1  | 1  | 1  | 1  | 1  | 1  | 1  | 1  | 1  | 1  | 1  | 1  | 1  | 1  | 1  | 1  | 1  | 1  |    |    |    |    |    |    |    |    |    |    |    |    |    |    |
| Dila Gori            | 3* | 7*  | 7*  | 6* | 3  | 3  | 3  | 3  | 3  | 3  | 2  | 3  | 3  | 2  | 2  | 2  | 2  | 2  | 2  | 2  | 2  | 2  |    |    |    |    |    |    |    |    |    |    |    |    |    |    |
| Dinamo Tiflis        | 5* | 2*  | 4*  | 5* | 4  | 4  | 4  | 4  | 4  | 4  | 4  | 4  | 4  | 3  | 3  | 5  | 3  | 4  | 3  | 3  | 3  |    |    |    |    |    |    |    |    |    |    |    |    |    |    |    |
| Dinamo Batumi        | 4* | 5*  | 3*  | 4* | 2  | 2  | 2  | 2  | 2  | 2  | 3  | 2  | 2  | 4  | 4  | 3  | 5  | 3  | 4  | 4  | 4  |    |    |    |    |    |    |    |    |    |    |    |    |    |    |    |
| Torpedo Kutaisi      | 2  | 3   | 6   | 8  | 10 | 7  | 8  | 8  | 8  | 5  | 6  | 5  | 5  | 5  | 5  | 4  | 4  | 5  | 5  | 5  | 5  |    |    |    |    |    |    |    |    |    |    |    |    |    |    |    |
| Samgurali Tskhaltubo | 8* | 9*  | 5*  | 3* | 5  | 6  | 6  | 7  | 5  | 6  | 5  | 6  | 7  | 7  | 9  | 9  | 7  | 7  | 6  | 6  | 6  |    |    |    |    |    |    |    |    |    |    |    |    |    |    |    |
| Gagra                | 9  | 8   | 9   | 10 | 7  | 9  | 7  | 5  | 6  | 8  | 9  | 7  | 6  | 6  | 6  | 6  | 6  | 6  | 7  | 7  | 7  |    |    |    |    |    |    |    |    |    |    |    |    |    |    |    |
| Gareji Sagarejo      | 6* | 6*  | 10* | 7* | 8  | 8  | 10 | 10 | 9  | 10 | 10 | 10 | 8  | 8  | 7  | 7  | 8  | 8  | 8  | 8  | 8  |    |    |    |    |    |    |    |    |    |    |    |    |    |    |    |
| Telavi               | 10 | 4   | 2   | 2  | 6  | 5  | 5  | 6  | 7  | 7  | 8  | 9  | 10 | 10 | 10 | 10 | 10 | 10 | 9  | 9  | 9  |    |    |    |    |    |    |    |    |    |    |    |    |    |    |    |
| Koljeti-1913         | 7* | 10* | 8*  | 9* | 9  | 10 | 9  | 9  | 10 | 9  | 7  | 8  | 9  | 9  | 8  | 8  | 9  | 9  | 10 | 10 | 10 |    |    |    |    |    |    |    |    |    |    |    |    |    |    |    |

(*) Indica la posición del equipo con un partido pendiente

## Resultados

### Primera vuelta
| Jornada 1            | Jornada 1 | Jornada 1       | Jornada 1                   | Jornada 1     | Jornada 1 | Jornada 1    |
| Local                | Resultado | Visitante       | Estadio                     | Fecha         | Hora      | Espectadores |
| -------------------- | --------- | --------------- | --------------------------- | ------------- | --------- | ------------ |
| Iberia 1999          | 2 – 0     | Telavi          | Lokomotivi Stadium          | 28 de febrero | 20:00     | T.B.D        |
| Gagra                | 1 – 2     | Torpedo Kutaisi | Ilia Kokaia Football Center | 1 de marzo    | 19:00     | T.B.D        |
| Dinamo Batumi        | 1 – 0     | Dinamo Tiflis   | Adjarabet Arena             | 1 de abril    | 20:00     | T.B.D        |
| Samgurali Tskhaltubo | 0 – 1     | Koljeti-1913    | Football Centre             | 1 de abril    | 21:00     | T.B.D        |
| Dila Gori            | 2 – 1     | Gareji Sagarejo | Tengiz Burjanadze Stadium   | 1 de abril    | 22:00     | T.B.D        |

| Jornada 2       | Jornada 2 | Jornada 2            | Jornada 2                   | Jornada 2  | Jornada 2 | Jornada 2    |
| Local           | Resultado | Visitante            | Estadio                     | Fecha      | Hora      | Espectadores |
| --------------- | --------- | -------------------- | --------------------------- | ---------- | --------- | ------------ |
| Telavi          | 1 – 0     | Koljeti-1913         | Caucasus Arena              | 5 de marzo | 19:00     | T.B.D        |
| Iberia 1999     | 2 – 0     | Torpedo Kutaisi      | Lokomotivi Stadium          | 5 de marzo | 20:00     | T.B.D        |
| Gagra           | 0 – 0     | Dila Gori            | Ilia Kokaia Football Center | 6 de marzo | 18:00     | T.B.D        |
| Dinamo Tiflis   | 2 – 1     | Samgurali Tskhaltubo | Boris Paichadze Stadium     | 6 de marzo | 20:00     | T.B.D        |
| Gareji Sagarejo | 0 – 0     | Dinamo Batumi        | Central stadium             | 6 de marzo | 21:00     | T.B.D        |

| Jornada 3            | Jornada 3 | Jornada 3       | Jornada 3                 | Jornada 3   | Jornada 3 | Jornada 3    |
| Local                | Resultado | Visitante       | Estadio                   | Fecha       | Hora      | Espectadores |
| -------------------- | --------- | --------------- | ------------------------- | ----------- | --------- | ------------ |
| Torpedo Kutaisi      | 1 – 2     | Telavi          | Ramaz Shengelia Stadium   | 9 de marzo  | 20:00     | T.B.D        |
| Koljeti-1913         | 0 – 0     | Dinamo Tiflis   | Fazisi Stadium            | 10 de marzo | 15:00     | T.B.D        |
| Dila Gori            | 0 – 1     | Iberia 1999     | Tengiz Burjanadze Stadium | 10 de marzo | 19:00     | T.B.D        |
| Dinamo Batumi        | 2 – 1     | Gagra           | Adjarabet Arena           | 10 de marzo | 21:00     | T.B.D        |
| Samgurali Tskhaltubo | 3 – 1     | Gareji Sagarejo | Football Centre           | 11 de marzo | 15:00     | T.B.D        |

| Jornada 4       | Jornada 4 | Jornada 4            | Jornada 4                   | Jornada 4   | Jornada 4 | Jornada 4    |
| Local           | Resultado | Visitante            | Estadio                     | Fecha       | Hora      | Espectadores |
| --------------- | --------- | -------------------- | --------------------------- | ----------- | --------- | ------------ |
| Iberia 1999     | 1 – 1     | Dinamo Batumi        | Lokomotivi Stadium          | 15 de marzo | 16:00     | T.B.D        |
| Telavi          | 1 – 1     | Dinamo Tiflis        | Caucasus Arena              | 15 de marzo | 19:00     | T.B.D        |
| Torpedo Kutaisi | 1 – 2     | Dila Gori            | Ramaz Shengelia Stadium     | 15 de marzo | 20:00     | T.B.D        |
| Koljeti-1913    | 0 – 1     | Gareji Sagarejo      | Fazisi Stadium              | 16 de marzo | 16:00     | T.B.D        |
| Gagra           | 0 – 2     | Samgurali Tskhaltubo | Ilia Kokaia Football Center | 16 de marzo | 19:00     | T.B.D        |

| Jornada 5            | Jornada 5 | Jornada 5       | Jornada 5                 | Jornada 5   | Jornada 5 | Jornada 5    |
| Local                | Resultado | Visitante       | Estadio                   | Fecha       | Hora      | Espectadores |
| -------------------- | --------- | --------------- | ------------------------- | ----------- | --------- | ------------ |
| Dinamo Tiflis        | 1 – 0     | Gareji Sagarejo | Boris Paichadze Stadium   | 28 de marzo | 15:00     | T.B.D        |
| Koljeti-1913         | 0 – 2     | Gagra           | Fazisi Stadium            | 28 de marzo | 15:00     | T.B.D        |
| Samgurali Tskhaltubo | 0 – 0     | Iberia 1999     | Football Centre           | 28 de marzo | 19:00     | T.B.D        |
| Dila Gori            | 6 – 1     | Telavi          | Tengiz Burjanadze Stadium | 28 de marzo | 21:00     | T.B.D        |
| Dinamo Batumi        | 1 – 0     | Torpedo Kutaisi | Adjarabet Arena           | 28 de marzo | 21:00     | T.B.D        |

| Jornada 6       | Jornada 6 | Jornada 6            | Jornada 6                   | Jornada 6  | Jornada 6 | Jornada 6    |
| Local           | Resultado | Visitante            | Estadio                     | Fecha      | Hora      | Espectadores |
| --------------- | --------- | -------------------- | --------------------------- | ---------- | --------- | ------------ |
| Gagra           | 0 – 4     | Dinamo Tiflis        | Ilia Kokaia Football Center | 5 de abril | 15:00     | T.B.D        |
| Dila Gori       | 1 – 1     | Dinamo Batumi        | Tengiz Burjanadze Stadium   | 5 de abril | 18:00     | T.B.D        |
| Torpedo Kutaisi | 1 – 1     | Samgurali Tskhaltubo | Ramaz Shengelia Stadium     | 5 de abril | 19:00     | T.B.D        |
| Iberia 1999     | 4 – 0     | Koljeti-1913         | Lokomotivi Stadium          | 5 de abril | 20:00     | T.B.D        |
| Telavi          | 1 – 0     | Gareji Sagarejo      | Caucasus Arena              | 6 de abril | 19:00     | T.B.D        |

| Jornada 7            | Jornada 7 | Jornada 7       | Jornada 7               | Jornada 7   | Jornada 7 | Jornada 7    |
| Local                | Resultado | Visitante       | Estadio                 | Fecha       | Hora      | Espectadores |
| -------------------- | --------- | --------------- | ----------------------- | ----------- | --------- | ------------ |
| Koljeti-1913         | 2 – 2     | Torpedo Kutaisi | Fazisi Stadium          | 9 de abril  | 15:00     | T.B.D        |
| Samgurali Tskhaltubo | 0 – 1     | Dila Gori       | Football Centre         | 9 de abril  | 19:00     | T.B.D        |
| Dinamo Tiflis        | 1 – 2     | Iberia 1999     | Boris Paichadze Stadium | 9 de abril  | 20:00     | T.B.D        |
| Gareji Sagarejo      | 0 – 1     | Gagra           | Central stadium         | 10 de abril | 19:00     | T.B.D        |
| Dinamo Batumi        | 2 – 0     | Telavi          | Adjarabet Arena         | 10 de abril | 21:00     | T.B.D        |

| Jornada 8       | Jornada 8 | Jornada 8            | Jornada 8                 | Jornada 8   | Jornada 8 | Jornada 8    |
| Local           | Resultado | Visitante            | Estadio                   | Fecha       | Hora      | Espectadores |
| --------------- | --------- | -------------------- | ------------------------- | ----------- | --------- | ------------ |
| Dila Gori       | 2 – 0     | Koljeti-1913         | Tengiz Burjanadze Stadium | 13 de abril | 19:00     | T.B.D        |
| Torpedo Kutaisi | 2 – 0     | Dinamo Tiflis        | Ramaz Shengelia Stadium   | 13 de abril | 21:00     | T.B.D        |
| Iberia 1999     | 2 – 1     | Gareji Sagarejo      | Lokomotivi Stadium        | 14 de abril | 19:00     | T.B.D        |
| Telavi          | 0 – 1     | Gagra                | Caucasus Arena            | 14 de abril | 20:00     | T.B.D        |
| Dinamo Batumi   | 2 – 0     | Samgurali Tskhaltubo | Adjarabet Arena           | 14 de abril | 21:00     | T.B.D        |

| Jornada 9            | Jornada 9 | Jornada 9       | Jornada 9                   | Jornada 9   | Jornada 9 | Jornada 9    |
| Local                | Resultado | Visitante       | Estadio                     | Fecha       | Hora      | Espectadores |
| -------------------- | --------- | --------------- | --------------------------- | ----------- | --------- | ------------ |
| Dinamo Tiflis        | 2 – 1     | Dila Gori       | Boris Paichadze Stadium     | 17 de abril | 20:00     | T.B.D        |
| Gagra                | 0 – 1     | Iberia 1999     | Ilia Kokaia Football Center | 19 de abril | 15:00     | T.B.D        |
| Koljeti-1913         | 0 – 2     | Dinamo Batumi   | Fazisi Stadium              | 19 de abril | 15:00     | T.B.D        |
| Samgurali Tskhaltubo | 7 – 0     | Telavi          | Football Centre             | 19 de abril | 19:00     | T.B.D        |
| Gareji Sagarejo      | 1 – 1     | Torpedo Kutaisi | Central stadium             | 19 de abril | 20:00     | T.B.D        |

### Segunda vuelta
| Jornada 10      | Jornada 10 | Jornada 10           | Jornada 10              | Jornada 10  | Jornada 10 | Jornada 10   |
| Local           | Resultado  | Visitante            | Estadio                 | Fecha       | Hora       | Espectadores |
| --------------- | ---------- | -------------------- | ----------------------- | ----------- | ---------- | ------------ |
| Telavi          | 0 – 0      | Iberia 1999          | Caucasus Arena          | 24 de abril | 19:00      | T.B.D        |
| Gareji Sagarejo | 0 – 1      | Dila Gori            | Central stadium         | 24 de abril | 20:00      | T.B.D        |
| Torpedo Kutaisi | 2 – 1      | Gagra                | Ramaz Shengelia Stadium | 24 de abril | 21:00      | T.B.D        |
| Koljeti-1913    | 2 – 1      | Samgurali Tskhaltubo | Fazisi Stadium          | 25 de abril | 17:00      | T.B.D        |
| Dinamo Tiflis   | 1 – 1      | Dinamo Batumi        | Boris Paichadze Stadium | 25 de abril | 20:00      | T.B.D        |

| Jornada 11           | Jornada 11 | Jornada 11      | Jornada 11                | Jornada 11  | Jornada 11 | Jornada 11   |
| Local                | Resultado  | Visitante       | Estadio                   | Fecha       | Hora       | Espectadores |
| -------------------- | ---------- | --------------- | ------------------------- | ----------- | ---------- | ------------ |
| Dila Gori            | 2 – 0      | Gagra           | Tengiz Burjanadze Stadium | 28 de abril | 19:00      | T.B.D        |
| Torpedo Kutaisi      | 0 – 1      | Iberia 1999     | Ramaz Shengelia Stadium   | 28 de abril | 21:00      | T.B.D        |
| Koljeti-1913         | 1 – 0      | Telavi          | Fazisi Stadium            | 29 de abril | 17:00      | T.B.D        |
| Samgurali Tskhaltubo | 0 – 0      | Dinamo Tiflis   | Football Centre           | 29 de abril | 19:00      | T.B.D        |
| Dinamo Batumi        | 1 – 1      | Gareji Sagarejo | Adjarabet Arena           | 29 de abril | 20:00      | T.B.D        |

| Jornada 12      | Jornada 12 | Jornada 12           | Jornada 12                  | Jornada 12 | Jornada 12 | Jornada 12   |
| Local           | Resultado  | Visitante            | Estadio                     | Fecha      | Hora       | Espectadores |
| --------------- | ---------- | -------------------- | --------------------------- | ---------- | ---------- | ------------ |
| Iberia 1999     | 1 – 0      | Dila Gori            | Lokomotivi Stadium          | 2 de mayo  | 20:00      | T.B.D        |
| Dinamo Tiflis   | 3 – 0      | Koljeti-1913         | Boris Paichadze Stadium     | 3 de mayo  | 16:00      | T.B.D        |
| Gareji Sagarejo | 2 – 1      | Samgurali Tskhaltubo | Central stadium             | 3 de mayo  | 19:00      | T.B.D        |
| Telavi          | 1 – 3      | Torpedo Kutaisi      | Caucasus Arena              | 3 de mayo  | 20:00      | T.B.D        |
| Gagra           | 1 – 1      | Dinamo Batumi        | Ilia Kokaia Football Center | 3 de mayo  | 21:00      | T.B.D        |

| Jornada 13           | Jornada 13 | Jornada 13      | Jornada 13                | Jornada 13 | Jornada 13 | Jornada 13   |
| Local                | Resultado  | Visitante       | Estadio                   | Fecha      | Hora       | Espectadores |
| -------------------- | ---------- | --------------- | ------------------------- | ---------- | ---------- | ------------ |
| Dila Gori            | 0 – 1      | Torpedo Kutaisi | Tengiz Burjanadze Stadium | 7 de mayo  | 19:00      | T.B.D        |
| Samgurali Tskhaltubo | 0 – 2      | Gagra           | Football Centre           | 7 de mayo  | 20:00      | T.B.D        |
| Dinamo Batumi        | 2 – 3      | Iberia 1999     | Adjarabet Arena           | 7 de mayo  | 21:00      | T.B.D        |
| Dinamo Tiflis        | 2 – 1      | Telavi          | Boris Paichadze Stadium   | 8 de mayo  | 19:00      | T.B.D        |
| Gareji Sagarejo      | 4 – 1      | Koljeti-1913    | Central stadium           | 8 de mayo  | 21:00      | T.B.D        |

| Jornada 14      | Jornada 14 | Jornada 14           | Jornada 14                  | Jornada 14 | Jornada 14 | Jornada 14   |
| Local           | Resultado  | Visitante            | Estadio                     | Fecha      | Hora       | Espectadores |
| --------------- | ---------- | -------------------- | --------------------------- | ---------- | ---------- | ------------ |
| Iberia 1999     | 2 – 1      | Samgurali Tskhaltubo | Lokomotivi Stadium          | 11 de mayo | 20:00      | T.B.D        |
| Torpedo Kutaisi | 1 – 0      | Dinamo Batumi        | Ramaz Shengelia Stadium     | 11 de mayo | 21:00      | T.B.D        |
| Gagra           | 1 – 1      | Koljeti-1913         | Ilia Kokaia Football Center | 12 de mayo | 19:00      | T.B.D        |
| Telavi          | 2 – 3      | Dila Gori            | Caucasus Arena              | 12 de mayo | 20:00      | T.B.D        |
| Gareji Sagarejo | 1 – 2      | Dinamo Tiflis        | Central stadium             | 12 de mayo | 21:00      | T.B.D        |

| Jornada 15           | Jornada 15 | Jornada 15      | Jornada 15                  | Jornada 15 | Jornada 15 | Jornada 15   |
| Local                | Resultado  | Visitante       | Estadio                     | Fecha      | Hora       | Espectadores |
| -------------------- | ---------- | --------------- | --------------------------- | ---------- | ---------- | ------------ |
| Samgurali Tskhaltubo | 0 – 1      | Torpedo Kutaisi | Football Centre             | 15 de mayo | 17:00      | T.B.D        |
| Gareji Sagarejo      | 0 – 0      | Telavi          | Central stadium             | 16 de mayo | 16:00      | T.B.D        |
| Koljeti-1913         | 2 – 2      | Iberia 1999     | Fazisi Stadium              | 16 de mayo | 18:00      | T.B.D        |
| Dinamo Batumi        | 0 – 3      | Dila Gori       | Adjarabet Arena             | 16 de mayo | 20:00      | T.B.D        |
| Gagra                | 1 – 1      | Dinamo Tiflis   | Ilia Kokaia Football Center | 16 de mayo | 21:00      | T.B.D        |

| Jornada 16      | Jornada 16 | Jornada 16           | Jornada 16                  | Jornada 16 | Jornada 16 | Jornada 16   |
| Local           | Resultado  | Visitante            | Estadio                     | Fecha      | Hora       | Espectadores |
| --------------- | ---------- | -------------------- | --------------------------- | ---------- | ---------- | ------------ |
| Dila Gori       | 4 – 3      | Samgurali Tskhaltubo | Tengiz Burjanadze Stadium   | 20 de mayo | 19:00      | T.B.D        |
| Iberia 1999     | 1 – 0      | Dinamo Tiflis        | Lokomotivi Stadium          | 20 de mayo | 20:00      | T.B.D        |
| Torpedo Kutaisi | 2 – 1      | Koljeti-1913         | Ramaz Shengelia Stadium     | 20 de mayo | 21:00      | T.B.D        |
| Gagra           | 1 – 1      | Gareji Sagarejo      | Ilia Kokaia Football Center | 21 de mayo | 19:00      | T.B.D        |
| Telavi          | 1 – 2      | Dinamo Batumi        | Caucasus Arena              | 21 de mayo | 20:00      | T.B.D        |

| Jornada 17           | Jornada 17 | Jornada 17      | Jornada 17                  | Jornada 17 | Jornada 17 | Jornada 17   |
| Local                | Resultado  | Visitante       | Estadio                     | Fecha      | Hora       | Espectadores |
| -------------------- | ---------- | --------------- | --------------------------- | ---------- | ---------- | ------------ |
| Koljeti-1913         | 1 – 2      | Dila Gori       | Fazisi Stadium              | 24 de mayo | 18:00      | T.B.D        |
| Dinamo Tiflis        | 2 – 0      | Torpedo Kutaisi | Boris Paichadze Stadium     | 24 de mayo | 21:00      | T.B.D        |
| Gagra                | 3 – 0      | Telavi          | Ilia Kokaia Football Center | 25 de mayo | 16:00      | T.B.D        |
| Samgurali Tskhaltubo | 3 – 0      | Dinamo Batumi   | Football Centre             | 25 de mayo | 17:00      | T.B.D        |
| Gareji Sagarejo      | 1 – 1      | Iberia 1999     | Central stadium             | 25 de mayo | 21:00      | T.B.D        |

| Jornada 18      | Jornada 18 | Jornada 18           | Jornada 18                | Jornada 18 | Jornada 18 | Jornada 18   |
| Local           | Resultado  | Visitante            | Estadio                   | Fecha      | Hora       | Espectadores |
| --------------- | ---------- | -------------------- | ------------------------- | ---------- | ---------- | ------------ |
| Dila Gori       | 2 – 1      | Dinamo Tiflis        | Tengiz Burjanadze Stadium | 28 de mayo | 20:00      | T.B.D        |
| Torpedo Kutaisi | 0 – 2      | Gareji Sagarejo      | Ramaz Shengelia Stadium   | 29 de mayo | 14:30      | T.B.D        |
| Telavi          | 1 – 3      | Samgurali Tskhaltubo | Caucasus Arena            | 29 de mayo | 19:00      | T.B.D        |
| Iberia 1999     | 3 – 1      | Gagra                | Lokomotivi Stadium        | 29 de mayo | 20:00      | T.B.D        |
| Dinamo Batumi   | 2 – 0      | Koljeti-1913         | Adjarabet Arena           | 29 de mayo | 21:00      | T.B.D        |

### Tercera vuelta
| Jornada 19           | Jornada 19 | Jornada 19      | Jornada 19                | Jornada 19  | Jornada 19 | Jornada 19   |
| Local                | Resultado  | Visitante       | Estadio                   | Fecha       | Hora       | Espectadores |
| -------------------- | ---------- | --------------- | ------------------------- | ----------- | ---------- | ------------ |
| Iberia 1999          | 2 – 3      | Telavi          | Lokomotivi Stadium        | 2 de agosto | 20:00      | T.B.D        |
| Samgurali Tskhaltubo | 2 – 0      | Koljeti-1913    | Football Centre           | 2 de agosto | 21:00      | T.B.D        |
| Dila Gori            | 2 – 0      | Gareji Sagarejo | Tengiz Burjanadze Stadium | 3 de agosto | 20:00      | T.B.D        |
| Torpedo Kutaisi      | 2 – 1      | Gagra           | Ramaz Shengelia Stadium   | 3 de agosto | 21:00      | T.B.D        |
| Dinamo Batumi        | 1 – 4      | Dinamo Tiflis   | Adjarabet Arena           | 4 de agosto | 21:00      | T.B.D        |

| Jornada 20      | Jornada 20 | Jornada 20           | Jornada 20                  | Jornada 20   | Jornada 20 | Jornada 20   |
| Local           | Resultado  | Visitante            | Estadio                     | Fecha        | Hora       | Espectadores |
| --------------- | ---------- | -------------------- | --------------------------- | ------------ | ---------- | ------------ |
| Iberia 1999     | 0 – 0      | Torpedo Kutaisi      | Lokomotivi Stadium          | 9 de agosto  | 20:00      | T.B.D        |
| Telavi          | 1 – 1      | Koljeti-1913         | Caucasus Arena              | 9 de agosto  | 20:00      | T.B.D        |
| Dinamo Tiflis   | 1 – 1      | Samgurali Tskhaltubo | Boris Paichadze Stadium     | 10 de agosto | 20:00      | T.B.D        |
| Gagra           | 0 – 1      | Dila Gori            | Ilia Kokaia Football Center | 10 de agosto | 21:00      | T.B.D        |
| Gareji Sagarejo | 0 – 1      | Dinamo Batumi        | Central stadium             | 11 de agosto | 20:00      | T.B.D        |

| Jornada 21           | Jornada 21 | Jornada 21      | Jornada 21                | Jornada 21   | Jornada 21 | Jornada 21   |
| Local                | Resultado  | Visitante       | Estadio                   | Fecha        | Hora       | Espectadores |
| -------------------- | ---------- | --------------- | ------------------------- | ------------ | ---------- | ------------ |
| Koljeti-1913         | 1 – 3      | Dinamo Tiflis   | Fazisi Stadium            | 16 de agosto | 18:00      | T.B.D        |
| Dila Gori            | 0 – 6      | Iberia 1999     | Tengiz Burjanadze Stadium | 17 de agosto | 20:00      | T.B.D        |
| Torpedo Kutaisi      | 1 – 1      | Telavi          | Ramaz Shengelia Stadium   | 17 de agosto | 20:00      | T.B.D        |
| Dinamo Batumi        | 1 – 2      | Gagra           | Adjarabet Arena           | 17 de agosto | 21:00      | T.B.D        |
| Samgurali Tskhaltubo | 2 – 2      | Gareji Sagarejo | Football Centre           | 18 de agosto | 20:00      | T.B.D        |

| Jornada 22      | Jornada 22 | Jornada 22           | Jornada 22                  | Jornada 22   | Jornada 22 | Jornada 22   |
| Local           | Resultado  | Visitante            | Estadio                     | Fecha        | Hora       | Espectadores |
| --------------- | ---------- | -------------------- | --------------------------- | ------------ | ---------- | ------------ |
| Iberia 1999     | v.s.       | Dinamo Batumi        | Lokomotivi Stadium          | 23 de agosto | 20:00      | T.B.D        |
| Telavi          | v.s.       | Dinamo Tiflis        | Caucasus Arena              | 23 de agosto | 20:00      | T.B.D        |
| Torpedo Kutaisi | v.s.       | Dila Gori            | Ramaz Shengelia Stadium     | 23 de agosto | 21:00      | T.B.D        |
| Gagra           | v.s.       | Samgurali Tskhaltubo | Ilia Kokaia Football Center | 24 de agosto | 20:00      | T.B.D        |
| Gareji Sagarejo | v.s.       | Koljeti-1913         | Central stadium             | 24 de agosto | 21:00      | T.B.D        |

| Jornada 23           | Jornada 23 | Jornada 23      | Jornada 23                | Jornada 23   | Jornada 23 | Jornada 23   |
| Local                | Resultado  | Visitante       | Estadio                   | Fecha        | Hora       | Espectadores |
| -------------------- | ---------- | --------------- | ------------------------- | ------------ | ---------- | ------------ |
| Dinamo Tiflis        | v.s.       | Gareji Sagarejo | Boris Paichadze Stadium   | 29 de agosto | 19:00      | T.B.D        |
| Samgurali Tskhaltubo | v.s.       | Iberia 1999     | Football Centre           | 29 de agosto | 20:00      | T.B.D        |
| Dinamo Batumi        | v.s.       | Torpedo Kutaisi | Adjarabet Arena           | 29 de agosto | 21:00      | T.B.D        |
| Koljeti-1913         | v.s.       | Gagra           | Fazisi Stadium            | 30 de agosto | 18:00      | T.B.D        |
| Dila Gori            | v.s.       | Telavi          | Tengiz Burjanadze Stadium | 30 de agosto | 20:00      | T.B.D        |

| Jornada 24 | Jornada 24 | Jornada 24 | Jornada 24 | Jornada 24  | Jornada 24  | Jornada 24   |
| Local      | Resultado  | Visitante  | Estadio    | Fecha       | Hora        | Espectadores |
| ---------- | ---------- | ---------- | ---------- | ----------- | ----------- | ------------ |
|            | v.s.       |            |            | Por definir | Por definir | T.B.D        |
|            | v.s.       |            |            | Por definir | Por definir | T.B.D        |
|            | v.s.       |            |            | Por definir | Por definir | T.B.D        |
|            | v.s.       |            |            | Por definir | Por definir | T.B.D        |
|            | v.s.       |            |            | Por definir | Por definir | T.B.D        |

| Jornada 25 | Jornada 25 | Jornada 25 | Jornada 25 | Jornada 25  | Jornada 25  | Jornada 25   |
| Local      | Resultado  | Visitante  | Estadio    | Fecha       | Hora        | Espectadores |
| ---------- | ---------- | ---------- | ---------- | ----------- | ----------- | ------------ |
|            | v.s.       |            |            | Por definir | Por definir | T.B.D        |
|            | v.s.       |            |            | Por definir | Por definir | T.B.D        |
|            | v.s.       |            |            | Por definir | Por definir | T.B.D        |
|            | v.s.       |            |            | Por definir | Por definir | T.B.D        |
|            | v.s.       |            |            | Por definir | Por definir | T.B.D        |

| Jornada 26 | Jornada 26 | Jornada 26 | Jornada 26 | Jornada 26  | Jornada 26  | Jornada 26   |
| Local      | Resultado  | Visitante  | Estadio    | Fecha       | Hora        | Espectadores |
| ---------- | ---------- | ---------- | ---------- | ----------- | ----------- | ------------ |
|            | v.s.       |            |            | Por definir | Por definir | T.B.D        |
|            | v.s.       |            |            | Por definir | Por definir | T.B.D        |
|            | v.s.       |            |            | Por definir | Por definir | T.B.D        |
|            | v.s.       |            |            | Por definir | Por definir | T.B.D        |
|            | v.s.       |            |            | Por definir | Por definir | T.B.D        |

| Jornada 27 | Jornada 27 | Jornada 27 | Jornada 27 | Jornada 27  | Jornada 27  | Jornada 27   |
| Local      | Resultado  | Visitante  | Estadio    | Fecha       | Hora        | Espectadores |
| ---------- | ---------- | ---------- | ---------- | ----------- | ----------- | ------------ |
|            | v.s.       |            |            | Por definir | Por definir | T.B.D        |
|            | v.s.       |            |            | Por definir | Por definir | T.B.D        |
|            | v.s.       |            |            | Por definir | Por definir | T.B.D        |
|            | v.s.       |            |            | Por definir | Por definir | T.B.D        |
|            | v.s.       |            |            | Por definir | Por definir | T.B.D        |

### Cuarta vuelta
| Jornada 28 | Jornada 28 | Jornada 28 | Jornada 28 | Jornada 28  | Jornada 28  | Jornada 28   |
| Local      | Resultado  | Visitante  | Estadio    | Fecha       | Hora        | Espectadores |
| ---------- | ---------- | ---------- | ---------- | ----------- | ----------- | ------------ |
|            | v.s.       |            |            | Por definir | Por definir | T.B.D        |
|            | v.s.       |            |            | Por definir | Por definir | T.B.D        |
|            | v.s.       |            |            | Por definir | Por definir | T.B.D        |
|            | v.s.       |            |            | Por definir | Por definir | T.B.D        |
|            | v.s.       |            |            | Por definir | Por definir | T.B.D        |

| Jornada 29 | Jornada 29 | Jornada 29 | Jornada 29 | Jornada 29  | Jornada 29  | Jornada 29   |
| Local      | Resultado  | Visitante  | Estadio    | Fecha       | Hora        | Espectadores |
| ---------- | ---------- | ---------- | ---------- | ----------- | ----------- | ------------ |
|            | v.s.       |            |            | Por definir | Por definir | T.B.D        |
|            | v.s.       |            |            | Por definir | Por definir | T.B.D        |
|            | v.s.       |            |            | Por definir | Por definir | T.B.D        |
|            | v.s.       |            |            | Por definir | Por definir | T.B.D        |
|            | v.s.       |            |            | Por definir | Por definir | T.B.D        |

| Jornada 30 | Jornada 30 | Jornada 30 | Jornada 30 | Jornada 30  | Jornada 30  | Jornada 30   |
| Local      | Resultado  | Visitante  | Estadio    | Fecha       | Hora        | Espectadores |
| ---------- | ---------- | ---------- | ---------- | ----------- | ----------- | ------------ |
|            | v.s.       |            |            | Por definir | Por definir | T.B.D        |
|            | v.s.       |            |            | Por definir | Por definir | T.B.D        |
|            | v.s.       |            |            | Por definir | Por definir | T.B.D        |
|            | v.s.       |            |            | Por definir | Por definir | T.B.D        |
|            | v.s.       |            |            | Por definir | Por definir | T.B.D        |

| Jornada 31 | Jornada 31 | Jornada 31 | Jornada 31 | Jornada 31  | Jornada 31  | Jornada 31   |
| Local      | Resultado  | Visitante  | Estadio    | Fecha       | Hora        | Espectadores |
| ---------- | ---------- | ---------- | ---------- | ----------- | ----------- | ------------ |
|            | v.s.       |            |            | Por definir | Por definir | T.B.D        |
|            | v.s.       |            |            | Por definir | Por definir | T.B.D        |
|            | v.s.       |            |            | Por definir | Por definir | T.B.D        |
|            | v.s.       |            |            | Por definir | Por definir | T.B.D        |
|            | v.s.       |            |            | Por definir | Por definir | T.B.D        |

| Jornada 32 | Jornada 32 | Jornada 32 | Jornada 32 | Jornada 32  | Jornada 32  | Jornada 32   |
| Local      | Resultado  | Visitante  | Estadio    | Fecha       | Hora        | Espectadores |
| ---------- | ---------- | ---------- | ---------- | ----------- | ----------- | ------------ |
|            | v.s.       |            |            | Por definir | Por definir | T.B.D        |
|            | v.s.       |            |            | Por definir | Por definir | T.B.D        |
|            | v.s.       |            |            | Por definir | Por definir | T.B.D        |
|            | v.s.       |            |            | Por definir | Por definir | T.B.D        |
|            | v.s.       |            |            | Por definir | Por definir | T.B.D        |

| Jornada 33 | Jornada 33 | Jornada 33 | Jornada 33 | Jornada 33  | Jornada 33  | Jornada 33   |
| Local      | Resultado  | Visitante  | Estadio    | Fecha       | Hora        | Espectadores |
| ---------- | ---------- | ---------- | ---------- | ----------- | ----------- | ------------ |
|            | v.s.       |            |            | Por definir | Por definir | T.B.D        |
|            | v.s.       |            |            | Por definir | Por definir | T.B.D        |
|            | v.s.       |            |            | Por definir | Por definir | T.B.D        |
|            | v.s.       |            |            | Por definir | Por definir | T.B.D        |
|            | v.s.       |            |            | Por definir | Por definir | T.B.D        |

| Jornada 34 | Jornada 34 | Jornada 34 | Jornada 34 | Jornada 34  | Jornada 34  | Jornada 34   |
| Local      | Resultado  | Visitante  | Estadio    | Fecha       | Hora        | Espectadores |
| ---------- | ---------- | ---------- | ---------- | ----------- | ----------- | ------------ |
|            | v.s.       |            |            | Por definir | Por definir | T.B.D        |
|            | v.s.       |            |            | Por definir | Por definir | T.B.D        |
|            | v.s.       |            |            | Por definir | Por definir | T.B.D        |
|            | v.s.       |            |            | Por definir | Por definir | T.B.D        |
|            | v.s.       |            |            | Por definir | Por definir | T.B.D        |

| Jornada 35 | Jornada 35 | Jornada 35 | Jornada 35 | Jornada 35  | Jornada 35  | Jornada 35   |
| Local      | Resultado  | Visitante  | Estadio    | Fecha       | Hora        | Espectadores |
| ---------- | ---------- | ---------- | ---------- | ----------- | ----------- | ------------ |
|            | v.s.       |            |            | Por definir | Por definir | T.B.D        |
|            | v.s.       |            |            | Por definir | Por definir | T.B.D        |
|            | v.s.       |            |            | Por definir | Por definir | T.B.D        |
|            | v.s.       |            |            | Por definir | Por definir | T.B.D        |
|            | v.s.       |            |            | Por definir | Por definir | T.B.D        |

| Jornada 36 | Jornada 36 | Jornada 36 | Jornada 36 | Jornada 36  | Jornada 36  | Jornada 36   |
| Local      | Resultado  | Visitante  | Estadio    | Fecha       | Hora        | Espectadores |
| ---------- | ---------- | ---------- | ---------- | ----------- | ----------- | ------------ |
|            | v.s.       |            |            | Por definir | Por definir | T.B.D        |
|            | v.s.       |            |            | Por definir | Por definir | T.B.D        |
|            | v.s.       |            |            | Por definir | Por definir | T.B.D        |
|            | v.s.       |            |            | Por definir | Por definir | T.B.D        |
|            | v.s.       |            |            | Por definir | Por definir | T.B.D        |

## Estadísticas

### Récords
- Primer gol de la temporada: Anotado por Gizo Mamageishvili, en el Iberia 1999 2 – 0 Telavi (28 de febrero de 2025)
- Mayor número de goles marcados en un partido: 7 goles, Dila Gori 6 – 1 Telavi (28 de marzo de 2025); 7 goles, Samgurali Tskhaltubo 7 – 0 Telavi (19 de abril de 2025); 7 goles, Dila Gori 4 – 3 Samgurali Tskhaltubo (20 de mayo de 2025)
- Mayor victoria local: Samgurali Tskhaltubo 7 – 0 Telavi (19 de abril de 2025)
- Mayor victoria visitante: Gagra 0 – 4 Dinamo Tiflis (5 de abril de 2025)